# J. Mills Goodloe
J. Mills Goodloe, né le 15 novembre 1971 à Fort Lauderdale (États-Unis), est un réalisateur, scénariste, producteur et acteur américain.

## Biographie
Goodloe est né et a grandi à Fort Lauderdale, en Floride, et il a fréquenté l'Université méthodiste du Sud à Dallas, au Texas.

### Début de carrière
J. Mills Goodloe a commencé sa carrière en travaillant en tant qu'assistant de 1992 jusqu'au 1995, pour le compte d'un réalisateur de la Warner Brothers, Richard Donner qui est devenu célèbre avec Superman, La Malédiction (The Omen), Fantômes en fête (Scrooged) ainsi que la saga de L'Arme fatale (Lethal Weapon), et sur des films tels que L'Arme fatale 3 (Lethal Weapon 3) et Maverick.
En 1996, Goodloe est promu président de la production de Donner. Les quatre années qui ont suivi sa promotion, Goodloe s'est consacré à la co-production d'Assassins, de Complots (Conspiracy Theory) et le dernier opus de la série L'Arme Fatale (L'Arme fatale 4) avec Mel Gibson, Danny Glover et Chris Rock.
En 2001, Goodloe quitte la Productions de Donner pour réaliser A Gentleman's Game, film qui met en vedette les acteurs Gary Sinise, Dylan Baker et Philip Baker Hall. Le film a été nommé pour les ESPY Awards du meilleur film sportif.

### Carrière
En août 2008, Goodloe a été embauché par Phoenix Pictures pour adapter le nouvelle de John Grisham, Playing for Pizza, best-seller du New York Times.
Goodloe a écrit l'adaptation cinématographique du film Le Dernier Match (Bleachers), tirée du roman de John Grisham, publiée par les Revolution Studios.
En octobre 2014, Relativity Media a publié l'adaptation cinématographique faite par Goodloe du roman de l'écrivain Nicholas Sparks, Une seconde chance (The Best of Me), avec Michelle Monaghan et James Marsden.
En 2014, The Hollywood Reporter a annoncé que Sony Pictures avait embauché Goodloe pour écrire le scénario du film Christian le lion (Christian The Lion), un film inspiré du livre Un lion nommé Christian (A Lion Called Christian) publié en 1972 ainsi que d'une vidéo sur YouTube.
Le 24 avril 2015 sort le film américain Adaline, publié par Lionsgate, et dont le scénario a été écrit par J. Mills Goodloe et Salvador Paskowitz. Ce film met en vedette Blake Lively, Harrison Ford et Michiel Huisman. 
Warner Bros annonce en 2017 la sortie de l'adaptation cinématographique du film Everything, Everything, écrite par Goodloe, tirée de la nouvelle Everything, Everything de l'auteur Nicola Yoon, avec Amandla Stenberg et Nick Robinson,. 
Le 6 octobre 2017, est sorti le film d'aventure La Montagne entre nous (The Mountain Between Us). Goodloe a co-écrit le scénario avec Chris Weitz. Le film est publié par la Fox et met en vedette Idris Elba et Kate Winslet. Il est réalisé par Hany Abu-Assad et a été nommé aux Oscars,.

## Filmographie

### Producteur
- 1995 : Assassins
- 1997 : Complots (Conspiracy Theory)
- 1998 : L'Arme Fatale 4 (Lethal Weapon 4)
- 2000 : Double Tap

### Scénariste
- 2001 : A Gentleman's Game
- 2007 : Pride
- 2014 : Une seconde chance (The Best of Me)
- 2015 : Adaline (The Age of Adaline)
- 2017 : Everything, Everything

### Réalisateur
- 2001 : A Gentleman's Game

## Distinctions

### Nominations
- ESPY Awards 2003 : Meilleur film sportif pour A Gentleman's Game
- Oscars 2018 : La Montagne entre nous

### Récompenses
- Teen Choice Awards 2017
  - Meilleur film dramatique pour Everything, Everything
  - Meilleur acteur dans un film dramatique pour Nick Robinson
  - Meilleur actrice dans un film dramatique pour Amandla Stenberg